# Quessoy
Quessoy is een gemeente in het Franse departement Côtes-d'Armor (regio Bretagne). De plaats maakt deel uit van het arrondissement Saint-Brieuc. Quessoy telde op 1 januari 2022 3.930 inwoners.

## Geografie
De oppervlakte van Quessoy bedraagt 29,23 km², de bevolkingsdichtheid is 132 inwoners per km² (per 1 januari 2019).
De onderstaande kaart toont de ligging van Quessoy met de belangrijkste infrastructuur en aangrenzende gemeenten.

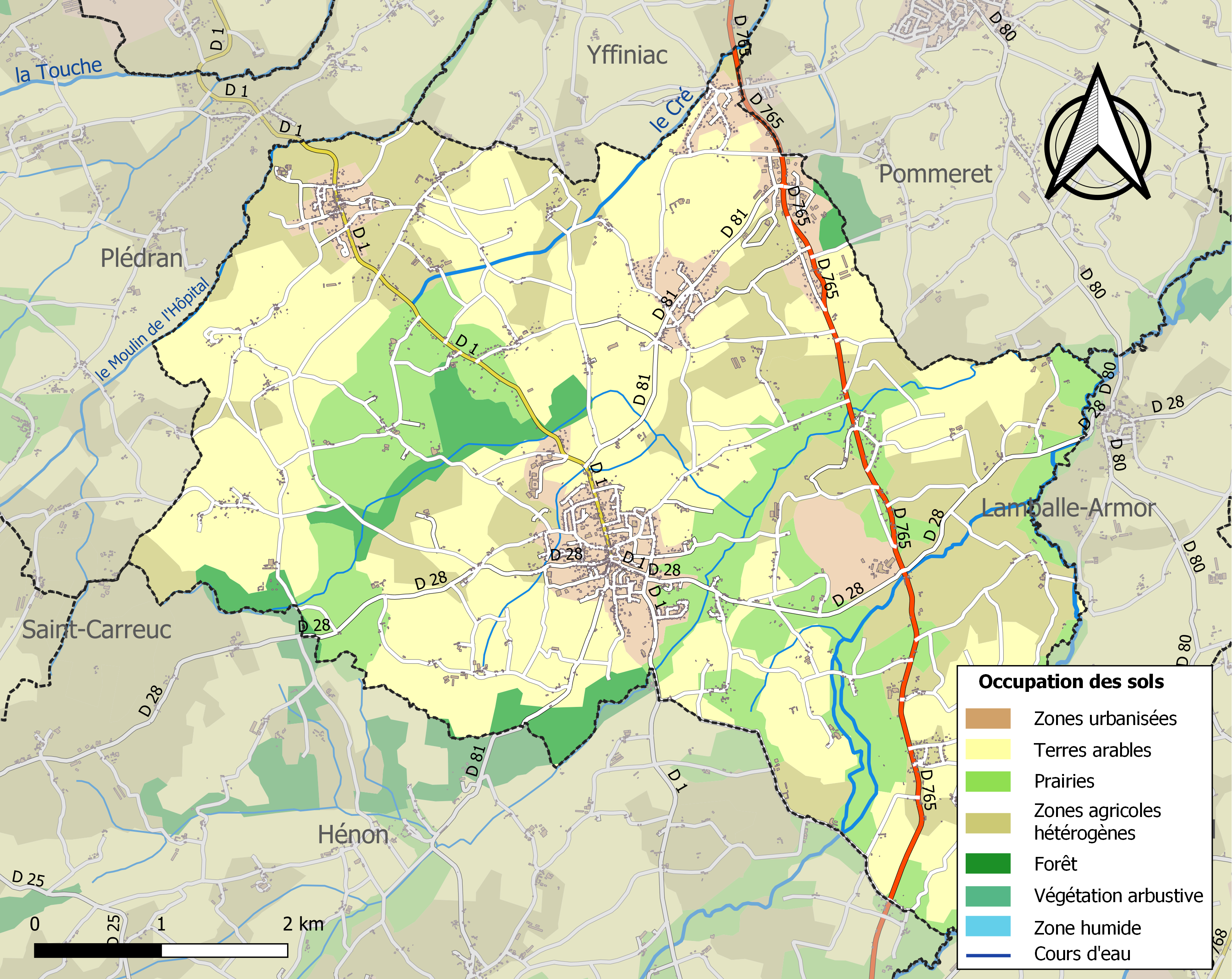

## Demografie
Onderstaande figuur toont het verloop van het inwonertal (bron: INSEE-tellingen).